# Bothriurus bonariensis
Espèce
Synonymes
- Brotheas bonariensis C. L. Koch, 1842
- Scorpio gervaisii Guérin Méneville, 1843
- Chactas haversii Butler, 1874
- Chactas literarius Butler, 1874
- Bothriurus vittatus rugosus Thorell, 1876
- Bothriurus semiellipticus Prado, 1934

Bothriurus bonariensis est une espèce de scorpions de la famille des Bothriuridae.

## Distribution
Cette espèce se rencontre en Argentine, en Uruguay, au Paraguay en Bolivie et au Brésil.

## Description

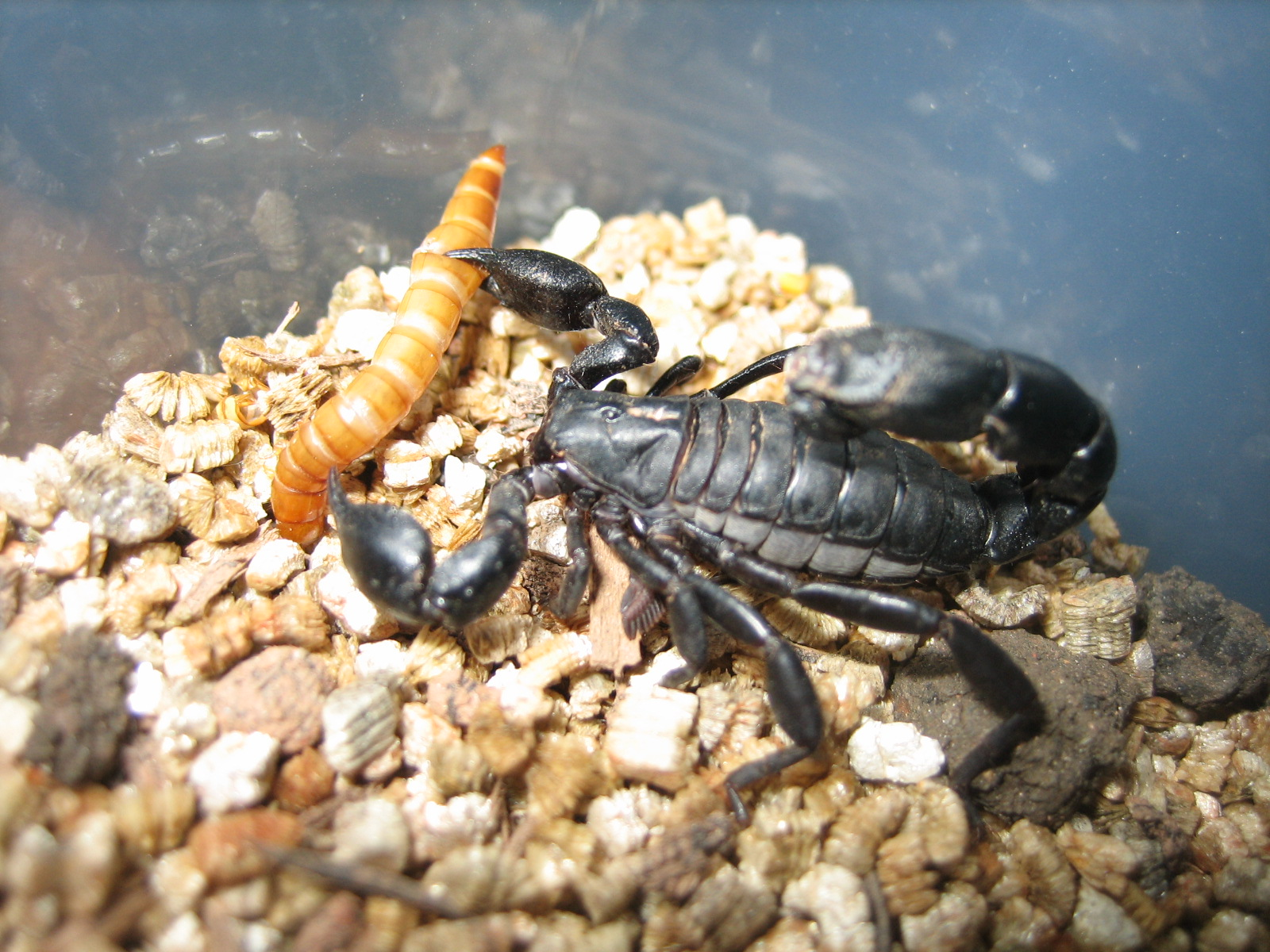
Bothriurus bonariensis

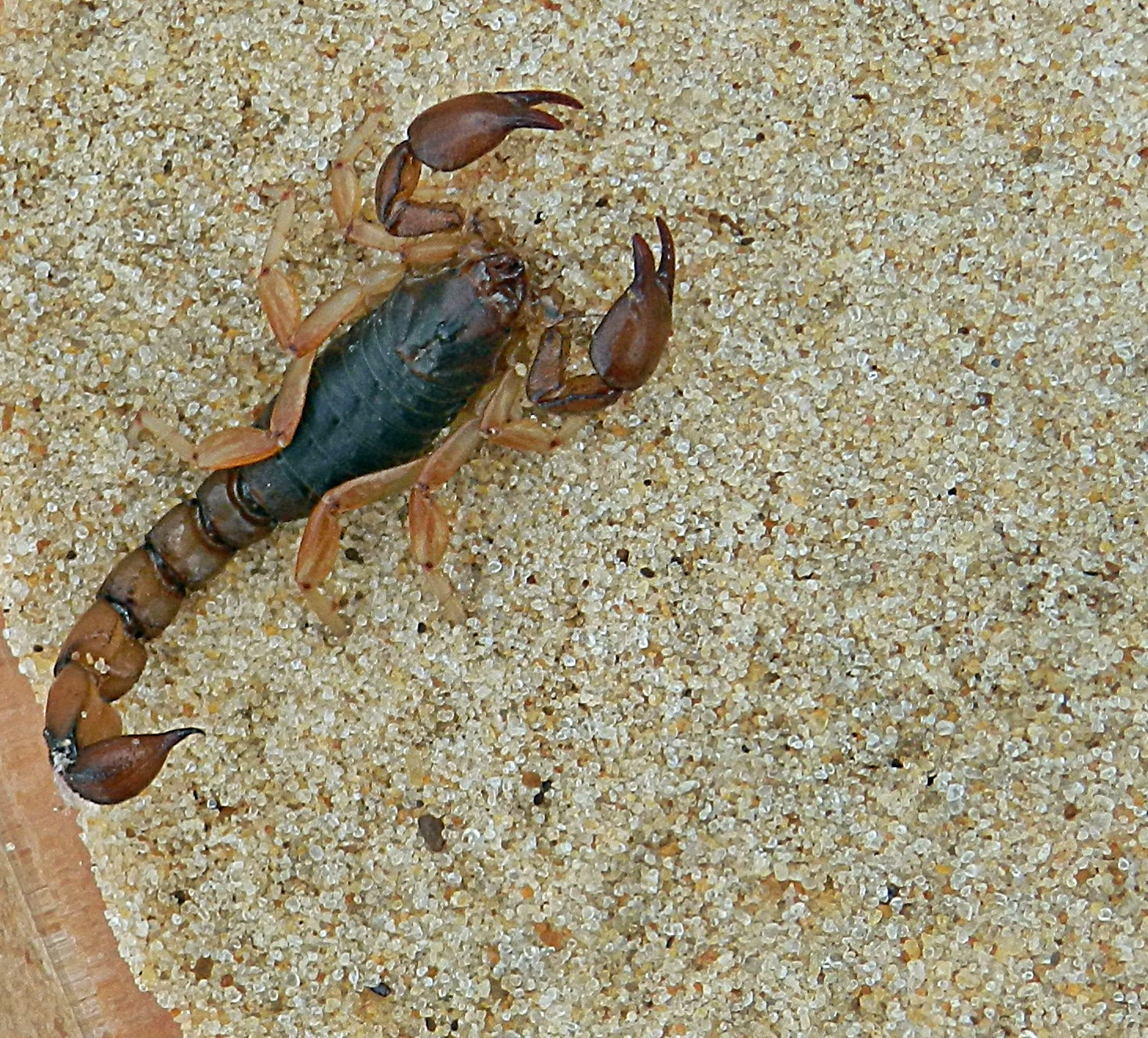
Bothriurus bonariensis

Le mâle décrit par Ojanguren-Affilastro en 2005 mesure 42,89 mm et la femelle 56,05 mm.

## Étymologie
Son nom d'espèce, composé de bonari[a] et du suffixe latin -ensis, « qui vit dans, qui habite », lui a été donné en référence au lieu de sa découverte, Buenos Aires.

## Publication originale
- C. L. Koch, 1842 : Die Arachniden. Nurnberg, C.H. Zeh’sche Buchhandlung, vol. 10, p. 1-20 (texte intégral).